# 阿赫图宾斯克区
阿赫图宾斯克区（俄语：Ахтубинский район）是俄罗斯联邦阿斯特拉罕州下辖的一个区，其行政中心为阿赫图宾斯克。据2015年统计，该区的人口为66105人。